# 국채선물 (대한민국)
국채선물(Korean Treasury-Bond futures)은 한국거래소 파생상품시장에서 거래되는 3년 만기, 10년 만기의 대한민국 국고채에 대한 선물이다. 대한민국의 유일한 채권선물거래로 3년 만기 국채선물이 1999년 9월 29일부터, 5년만기 국채선물은 2003년부터 한국선물거래소에 상장되어 있고 2008년 2월에는 10년 만기 국채선물(Long-Term KTB)의 거래도 시작되었다.
3년만기 및 5년만기 국채선물(KTB)은 표면금리 5%의 이표채를 대상으로 하면서 만기일 실제 국고채를 인수도결제하지 않고 가격차만을 현금으로 결제하는 방식이고, 10년 만기 국채선물(LKTB)은 표면금리 5%의 잔존만기 5년 6개월 이후인 국고채를 실물결제하는 방식었으나, 2010년 10월 25일부터 최종결제과정을 단순히 하고, 투자자의 실물인수도 부담을 없애기 위해 현금결제방식으로 변경하였다. 5년만기 국채선물은 거래량 저조로 상장폐지 예정이고 3년만기 국채선물의 일평균 거래량은 5만 계약 미결제약정은  10만 계약 수준이다.

## 같이 보기
- 금리선물
- 재정경제부
- 한국거래소 파생상품시장
- 달러 원화 선물
- 엔 원화 선물
- 유로 원화 선물
- 돈육 선물
- 금 선물